# Politikorange
politikorange ist ein offenes Jugendmedienprojekt der Jugendpresse Deutschland. Jugendliche erstellen unter der Anleitung von Jungjournalisten Magazine zu verschiedenen Themen und Veranstaltungen, beispielsweise Parteitage, Kongresse oder Festivals. Neben dem klassischen Printformat erscheint politikorange als Blog. Zusätzlich werden Video- und Radioproduktionen veröffentlicht.
politikorange entstand 2002 anlässlich der Politiktage in Berlin zusammen mit der Servicestelle Jugendbeteiligung. Die Farbe Orange im Namen wurde in Anlehnung an die Jugendbeteiligungsbewegung gewählt. Die entsprechende Frucht wird wiederkehrend zu Gestaltungszwecken verwendet.
Konzept des Projektes ist es, Jugendlichen in Form von unabhängigen Lehrredaktionen die Möglichkeit zu geben, sich journalistisch auszuprobieren und Erfahrungen zu sammeln.
Unter dem Namen Orange gibt es ein ähnliches Projekt der European Youth Press.